# 일본대부
"일본대부"는 1989년에 개봉한 대한민국의 영화이다.

## 캐스팅
- 윤승원 : 강대산 역
- 김동현
- 현길수
- 이무정